# Burón
Burón – gmina w Hiszpanii, w prowincji León, w Kastylii i León, o powierzchni 157,71 km². W 2011 roku gmina liczyła 356 mieszkańców.